# Selecció femenina de futbol de Nova Zelanda sub-23
La selecció femenina de futbol de Nova Zelanda sub-23 és l'equip nacional olímpic femení de Nova Zelanda i forma part de la Federació de Futbol de Nova Zelanda. La selecció neozelandesa femenina sub-23 ha participat un cop en els Jocs Olímpics, el 2008, i participarà de nou el 2012.

## Resultats

### Jocs Olímpics
- 1896 — No hi hagué torneig futbolístic
- 1900 a 1992 — No hi hagué torneig futbolístic femení
- 1996 a 2000 — No participà
- 2004 — No es classificà
- 2008 — Primera fase
- 2012 — Quarts de final
- 2016 —

### Torneig Preolímpic Femení de l'OFC
- 2004 — No participà
- 2008 — Campió
- 2012 — Campió
- 2016 —